# Povertà dello stimolo
La povertà dello stimolo (POS) è un argomento controverso della linguistica, secondo cui i bambini, all'interno dell'ambiente linguistico in cui crescono, non sarebbero esposti a dati abbastanza ricchi da poter acquisire ogni caratteristica della loro lingua. L'accettazione di questo argomento implicherebbe che l'apprendimento linguistico non avverrebbe solo attraverso l'esperienza, una posizione contraria all'idea empirista. L'affermazione è che le frasi che i bambini sentono mentre imparano una lingua non contengono le informazioni necessarie per sviluppare una comprensione approfondita della grammatica della lingua.
La POS è spesso usata come prova a sostegno della teoria della grammatica universale. Questa è l'idea che tutte le lingue si conformino agli stessi principi strutturali, che definiscono lo spazio delle lingue possibili. Sia la povertà dello stimolo sia la grammatica universale sono termini che possono essere attribuiti a Noam Chomsky, il principale fautore della grammatica generativa. Chomsky ha coniato il termine "povertà dello stimolo" nel 1980. Tuttavia, aveva sostenuto l'idea fin dal 1959, nella sua prefazione a Verbal Behaviour di Burrhus F. Skinner.
Nella seconda metà del XX secolo molta ricerca sullo sviluppo del linguaggio basata sulla grammatica generativa. Questo approccio è stato poi abbandonato dai ricercatori tradizionali a seguito di ciò che molti scienziati hanno percepito come "il problema" dell'argomentazione basata sulla povertà dello stimolo.

## Forma dell'argomentazione
Un'argomentazione dalla povertà dello stimolo assume generalmente la seguente struttura:
1. Il discorso a cui sono esposti i bambini è coerente con numerose possibili grammatiche.
2. È possibile definire dati, D, che distinguerebbero la grammatica di destinazione da tutte le altre grammatiche coerenti con l'input.
3. D manca dal discorso ai bambini.
4. I bambini acquisiscono comunque la grammatica di destinazione.
5. Pertanto, la giusta struttura grammaticale sorge a causa di alcune proprietà (possibilmente linguistiche) del bambino.

## Storia
Chomsky ha coniato il termine "povertà dello stimolo" nel 1980. Questa idea è strettamente correlata a ciò che Chomsky chiama "il problema di Platone". Ha delineato questo approccio filosofico nel primo capitolo della Knowledge of Language nel 1986. Il problema di Platone risale a Menone, un dialogo socratico. In Menone, Socrate, servendosi del suo metodo, mette in luce la conoscenza dei concetti della geometria da parte di uno schiavo a cui non è mai stato esplicitamente insegnata. Il problema di Platone è direttamente parallelo all'idea dell'innatezza del linguaggio, della grammatica universale e più specificamente della povertà dell'argomento dello stimolo perché rivela che la conoscenza delle persone è più ricca di ciò a cui sono esposte. Chomsky illustra che gli esseri umani non sono esposti a tutte le strutture del loro linguaggio, ma raggiungono pienamente la conoscenza di queste strutture.
Il nativismo linguistico è la teoria secondo cui gli esseri umani nascono con una certa conoscenza della lingua. Si acquisisce una lingua non interamente attraverso l'esperienza. Secondo Noam Chomsky, "La velocità e la precisione dell'acquisizione del vocabolario non lascia alcuna reale alternativa alla conclusione che il bambino in qualche modo ha i concetti disponibili prima dell'esperienza con il linguaggio e sta fondamentalmente imparando etichette per concetti che fanno già parte del suo apparato concettuale". Uno degli argomenti più significativi che i grammatici generativi hanno per il nativismo linguistico è la povertà dell'argomento dello stimolo.
Pullum e Scholz inquadrano l'argomento dello stimolo esaminando tutti i modi in cui l'input è insufficiente per l'acquisizione del linguaggio. In primo luogo, i bambini sono esposti solo a prove positive. Non ricevono correzioni o istruzioni esplicite su ciò che non è possibile nella lingua. In secondo luogo, l'input che i bambini ricevono è degenerato in termini di scopo e qualità. La degenerazione dell'ambito significa che l'input non contiene informazioni sull'estensione completa delle regole grammaticali. La degradazione della qualità significa che i bambini sono esposti a errori di linguaggio, espressioni di parlanti non nativi e false partenze, oscurando potenzialmente la struttura grammaticale della lingua. Inoltre, i dati linguistici a cui ogni bambino è esposto sono diversi e quindi la base per l'apprendimento è peculiare. Tuttavia, nonostante queste insufficienze, i bambini alla fine acquisiscono la grammatica della lingua a cui sono esposti. Inoltre, altri organismi nello stesso ambiente non lo fanno. Dal punto di vista dei nativisti, l'insufficienza dell'input porta alla conclusione che gli esseri umani sono cablati con un UG e quindi supportano l'ipotesi di innatezza.
Tuttavia, l'argomento secondo cui la povertà dello stimolo supporta l'ipotesi dell'innatezza rimane controverso. Ad esempio, Fiona Cowie afferma che l'argomento povertà dello stimolo fallisce "su basi sia empiriche che concettuali per sostenere il nativismo".

### Semantica

#### Apprendimento delle parole
La povertà dello stimolo si applica anche nel dominio dell'apprendimento delle parole. Quando imparano una nuova parola, i bambini sono esposti a esempi del referente della parola, ma non al massimo della categoria. Ad esempio, imparando la parola "cane", un bambino potrebbe vedere un cane da pastore tedesco, un alano e un barboncino. Come fanno a sapere di estendere questa categoria per includere bassotti e bulldog? Le situazioni in cui viene utilizzata la parola non possono fornire le informazioni pertinenti. Quindi, qualcosa di interno agli studenti deve modellare il modo in cui generalizzano. Questo problema è strettamente correlato al problema gavagai di Willard Van Orman Quine.

#### Verbi di atteggiamento
In altri casi, le parole si riferiscono ad aspetti del mondo che non possono essere osservati direttamente. Ad esempio Lila Gleitman pone un argomento POS rispetto ai verbi che etichettano stati mentali. Osserva che uno studente non può vedere nella mente di un'altra persona, quindi è probabile che un'espressione quale "Kim pensa che stia piovendo" si verifichi nello stesso tipo di contesti di "Kim si chiede se piove" o anche "Kim vuole che piova". Se nessun aspetto del contesto può determinare se un verbo di stato mentale si riferisce a pensieri, desideri o meraviglie, allora alcuni aspetti della mente dei bambini devono indirizzare la loro attenzione su altri segnali. Pertanto, la nostra capacità di apprendere questi significati delle parole deve essere modellata da fattori interni al bambino e non semplicemente dalle condizioni del loro utilizzo.

## Critiche
I critici hanno dimostrato negli anni 1980 e 1990 che le presunte prove linguistiche di Chomsky per la povertà dello stimolo potevano essere false. Più o meno nello stesso periodo c'erano ricerche di linguistica applicata e neuroscienze che rifiutavano l'idea che le lingue fossero innate e non apprese. Questi sviluppi hanno portato all'abbandono dell'innatismo da parte della comunità principale dell'acquisizione del linguaggio infantile, con la grammatica generativa spinta ai margini. Secondo alcuni professionisti, tra il 1964 e il 2014, sono stati sprecati decenni di ricerca per l'assunzione della povertà dello stimolo; un'impresa che non ha avuto un impatto duraturo.